# Mr. Xcitement
Albums de U-God
Ugodz-Illa Presents the Hillside Scramblers
(2004) Dopium
(2009)
Mr. Xcitement est le deuxième album studio de U-God, sorti le 13 septembre 2005.

## Liste des titres
| No  | Titre                                                 | Contient un (des) sample(s) de     | Durée |
| --- | ----------------------------------------------------- | ---------------------------------- | ----- |
| 1.  | Blow Yo Mind Intro                                    |                                    | 1:07  |
| 2.  | It's a Wrap (featuring Lethafase)                     |                                    | 2:28  |
| 3.  | Hit 'Em Up, Roll Out (featuring Lethafase)            |                                    | 3:23  |
| 4.  | Get Down (featuring Boo Kapone, MC Eiht et Squeak Ru) |                                    | 3:38  |
| 5.  | Don King Speaks to U-God                              |                                    | 1:49  |
| 6.  | I'm Talkin' to You                                    |                                    | 3:14  |
| 7.  | Kick Azz                                              |                                    | 2:18  |
| 8.  | You Don't Want to Dance                               |                                    | 4:13  |
| 9.  | Go Get Pretty Like Me                                 |                                    | 3:16  |
| 10. | A Long Time Ago (featuring Ebony Burke)               | Who Wants to Live Forever de Queen | 2:56  |
| 11. | Stop (Carry On) (featuring Ebony Burke)               |                                    | 3:27  |
| 12. | Bump                                                  |                                    | 3:27  |
| 13. | Dedication (Skit)                                     |                                    | 1:15  |
| 14. | Drugs                                                 |                                    | 4:47  |
| 15. | Heart of Stone                                        |                                    | 3:46  |
| 16. | Jenny                                                 |                                    | 4:13  |